# Outsider (альбом Three Days Grace)
Outsider — шестой студийный альбом канадской рок группы Three Days Grace. Релиз состоялся 9 марта 2018 года на лейбле RCA Records, спродюсирован Гэвином Брауном и Говардом Бенсоном, а также самой группой. Это второй студийный альбом с вокалистом Мэттом Уолстом.
До выхода альбома выпущено три сингла: «The Mountain», «Infra-Red» и «Right Left Wrong», а также промосингл «I Am an Outsider»

## Запись альбома
Как только закончился тур в поддержку предыдущего альбома «Human», группа решила выкроить время на следующую пластинку «в гораздо большей изоляции», по словам барабанщика Нила Сандерсона. Группа этого хотела и Нил пояснил «нужно сделать перерыв и найти то самое пространство для творчества». Чтобы все получилось группа провела год в сельской местности. Первой написанной песней и заглавным синглом стала «The Mountain». По словам Брэда Уолста, группа написала около 20 песен, выбрав из них треки с «энергетикой».
Говоря о темах альбома, Сандерсон сказал: «Я думаю, здесь есть связь, которая говорит о том как найти свой путь и быть засыпанным информацией, чувствами и верованиями… У нас нет ответов, но мы определенно понимаем эту тему».

## Список композиций
Все песни написаны и сочинены участниками Three Days Grace.
| №                   | Название                  | Длительность |
| ------------------- | ------------------------- | ------------ |
| 1.                  | «Right Left Wrong»        | 3:57         |
| 2.                  | «The Mountain»            | 3:18         |
| 3.                  | «I Am An Outsider»        | 2:42         |
| 4.                  | «Infra-Red»               | 3:51         |
| 5.                  | «Nothing To Lose But You» | 2:52         |
| 6.                  | «Me Against You»          | 3:29         |
| 7.                  | «Love Me Or Leave Me»     | 3:04         |
| 8.                  | «Strange Days»            | 3:11         |
| 9.                  | «Villain I’m Not»         | 2:56         |
| 10.                 | «Chasing The First Time»  | 2:56         |
| 11.                 | «The New Real»            | 3:01         |
| 12.                 | «The Abyss»               | 4:10         |
| Общая длительность: | Общая длительность:       | 39:27        |

## Участники записи
- Мэтт Уолст — вокал, ритм-гитара
- Барри Сток — соло-гитара
- Брэд Уолст — бас-гитара
- Нил Сандерсон — бэк-вокал, барабаны